# Halil İbrahim Pekşen
Halil İbrahim Pekşen (* 1. Januar 1993 in Havza) ist ein türkischer Fußballspieler. 

## Karriere
Halil İbrahim Pekşen spielte während seiner Jugend für Havza Belediyespor, Samsun Kadıköyspor und Samsunspor. Nach dem Ende der regulären Saison 2011/12 wurde er zum ersten Mal in die 1. Mannschaft berufen und spielte für Samsunspor beim Spor Toto-Pokal mit.
Die Rückrunde der Saison 013/14 wurde er an Istanbuler Drittligisten Eyüpspor, für die Rückrunde der Saison 2014/15 an Turgutluspor und für die Saison 2015/16 an Büyükçekmece Tepecikspor ausgeliehen. Im Januar 2017 verpflichtete ihn Konyaspor und wurde unmittelbar an Samsunspor verliehen. Es folgte eine weitere Leihe zu Elazığspor. Im Sommer 2018 wechselte er zu Fethiyespor.